# Бюлов, Анна София
Анна София Бюлов (дат. Anna Sofie Bülow, 19 февраля 1745 — 3 ноября 1787) — датская дворянка и придворная дама.

## Биография
Анна София родилась в Копенгагене в 1745 г. Она была дочерью графа Кристиана Конрада Даннескёльда-Лаурвига и Дорте Софи фон Гольштейн. В 1763 г. вышла замуж за барона, придворного Фредрика Людвига Эрнста фон Бюлова.
В истории Анна София известна в истории как одна из трёх граций датского королевского двора вместе с Амалией Софией Гольштейн и Кристиной Софией фон Гелер. Она запомнилась своей красотой и бурной любовной жизнью. В те времена при датском дворе считалось в порядке вещей, что придворная дама наряду с мужем открыто имеет любовника, называвшегося amants déclarés, а то и нескольких. Так, Анна София состояла в отношениях с министром Конрадом Александром Фабрициусом, королевским конюшим Фредриком Карлом фон Варнстедтом и придворным Гансом Генрихом Фрициусом фон Шильден-Хуитфельдтом. Луиза Грамм даже обвиняла Анну Софию в скандальной истории о том, что та в 1770 г. уединилась в спальне с Иоганном Струэнзе, в то время как в соседнем помещении лежало тело умершей королевы Софии.
Летом 1771 г. Анна Софья нашла на лестнице Фредериксбергского дворца вскрытое письмо, адресованное некой даме. В письме описывался заговор, направленный на свержение вызвавшего к себе всеобщую ненависть Струэнзе и благоволившей к нему королевы Каролины Матильды. На публичном вечере, который был назначен на 28 сентября, заговорщики должны были выступить вперед и публично объявить, что действуют во имя народа и короля. Королеву предполагалось отправить в замок Кронборг, а Струэнзе, Брандта и их последователей арестовать и в случае сопротивления — убить. Анна София переслала письмо королеве. В итоге вечер был отменён, королевская чета осталась во дворце Хиршхольм и усилила охрану, и заговор против Струэнзе был сорван.
После свержения Струэнзе в январе 1772 г. Анна София с мужем были сосланы в своё имение. Она умерла в 1787 г. в Альтоне (Гольштейн).